# Alloprégnanolone
L'alloprégnanolone, 3α-hydroxy-5α-prégnane-20-one, 3α,5α-tétrahydroprogestérone ou THP, est une hormone présente dans le sang et le cerveau. Elle provient du métabolisme de la progestérone.
De récentes études ont montré qu'elle exerçait un effet anxiolytique au niveau central. Cet effet est dû à la fixation de l'hormone au récepteurs GABA-A. Par conséquent, on lui associe aussi des effets anticonvulsivants, hypnotiques, sédatifs, analgésiques et anesthésiques.
Un pic d'activité intervient environ une heure après un stress.
On a aussi pu montrer qu'un déficit en THP était corrélé à un risque majoré de dépression, ainsi qu'à des troubles de l'humeur.
À la puberté, le cerveau des adolescents subirait encore de profonds remaniements au niveau de l'expression des récepteurs, notamment des récepteurs au GABA dont il est question ci-dessus ; remaniements qui se poursuivraient pendant la vingtaine. Ces changements semblent expliquer les modifications comportementales et cognitives associées à cette période de la croissance. 
La biosynthèse de l'alloprégnanolone commence par la conversion de la progestérone en 5α-dihydroprogestérone par la 5α-réductase de type I. Ensuite, les isoenzymes 3α-hydroxystéroïde oxydo-réductase (aussi appelées 3α-hydroxystéroïde déshydrogénase) convertissent le composé intermédiaire en alloprégnanolone.
La dépression et l'anxiété sont des effets secondaires fréquents des inhibiteurs de la 5α-réductase comme le finastéride et le dutastéride. On pense que ceci est causé en partie par l'inhibition de la synthèse d'alloprégnanolone. Cette dernière semble avoir une certaine efficacité dans le traitement de la dépression du post partum,,. 
L'alloprégnanolone faciliterait par ailleurs la neurogenèse et a permis d'inverser les déficits cognitifs dans un modèle souris de maladie d'Alzheimer.
L'épimère 5β de ce composé (prégnanolone; 3α-hydroxy-5β-prégnane-20-one) a des propriétés proche de l'alloprégnanolone. Son analogue 3β-méthylé, la ganaxolone est en cours de développement pour le traitement de certaines formes d'épilepsie.